# Ellingham (Norfolk)
Ellingham is een civil parish in het bestuurlijke gebied South Norfolk, in het Engelse graafschap Norfolk met 554 inwoners.